# یوهانس هیسترس
یوهانس هیسترس (به هلندی: Johannes Heesters) (۵ دسامبر ۱۹۰۳ – ۲۴ دسامبر ۲۰۱۱) خواننده و بازیگر هلندی بود. وی دارای سابقه ۹۰ سال فعالیت می‌باشد که تقریباً تمامی آن در کشورهای آلمانی زبان بوده است. تا سال ۲۰۱۱، او با ۱۰۸ سال سن، قدیمی‌ترین بازیگر و هنرمند فعال در جهان بود.
او بشدت مورد علاقه هیتلر بود وعلیرغم علاقه هیتلر به خودش، همچنان توانست که به فعالیت های هنری اش ادامه دهد، هر چند که به خاطر اجرای برنامه برای رژیم نازی، چندین دهه تحت نظر قرار داشت.
هیسترس دو بار ازدواج کرده و در هنگام مرگ دارای دو فرزند، پنج نوه، یازده نتیجه و شانزده نبیره بود.

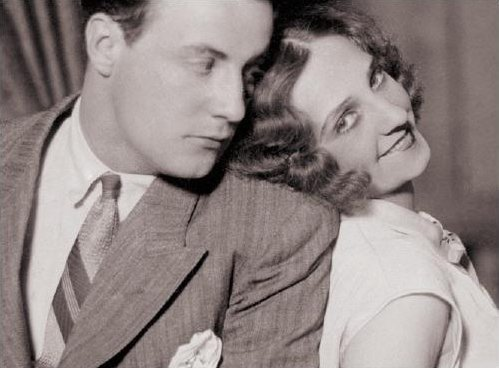
یوهانس هیسترس و همسر اولش Louisa Ghijs